# Tylorida culta
Tylorida culta là một loài nhện trong họ Tetragnathidae.
Loài này thuộc chi Tylorida. Tylorida culta được Octavius Pickard-Cambridge miêu tả năm 1869.